# Xã Jasper, Quận Fayette, Ohio
Xã Jasper (tiếng Anh: Jasper Township) là một xã thuộc quận Fayette, tiểu bang Ohio, Hoa Kỳ. Năm 2010, dân số của xã này là 745 người.